# تغذیه از حشرات

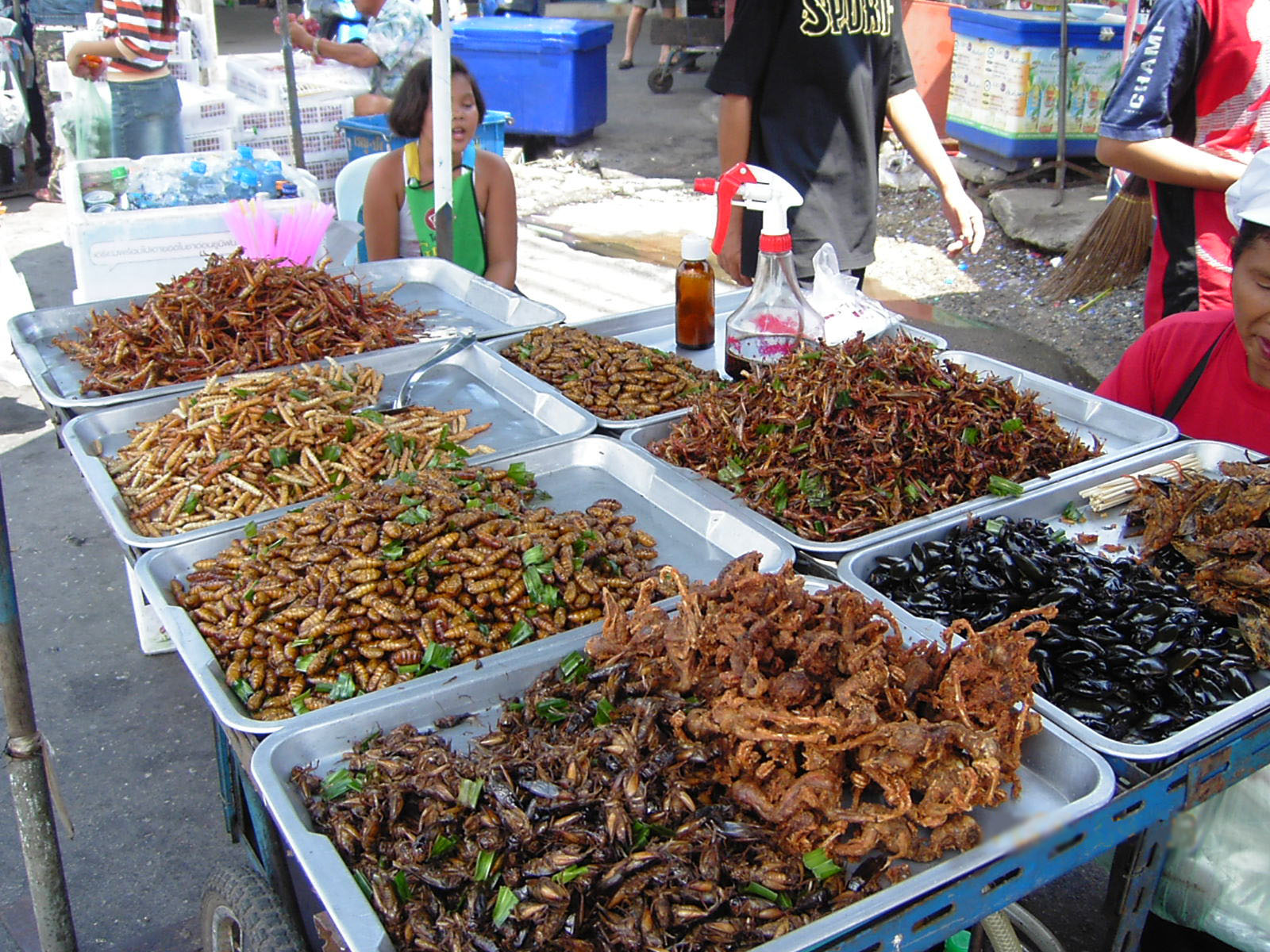
حشراتی سرخ‌شده و آماده مصرف در بازاری در بانکوک، تایلند

تغذیه از حشرات (به انگلیسی: Entomophagy) اشاره به خوردن و مصرف حشرات در انسان‌ها و دیگر جانداران دارد. تخم‌ها، لاروها، شفیره، و بزرگسال برخی از حشرات از دوران پیش از تاریخ توسط انسان خورده شده‌اند و تا دوران امروزی همچنان جزو خوراک انسان‌ها بوده‌اند. خوردن حشرات کاری رایج در بسیاری از فرهنگ‌ها در سرتاسر جهان از جمله، آمریکای مرکزی، شمالی و جنوبی، آفریقا، آسیا و نیوزیلند بوده است. بیش از ۱٬۰۰۰ گونه حشره توسط ۸۰ درصد ملت‌های جهان خورده شده است. تعداد گروه‌های نژادی که حشره‌خواری کرده‌اند حدود ۳٬۰۰۰ است. با این حال، در برخی از جوامع، حشره‌خواری نارایج یا حتی تابو است. حشره‌خواری در دنیای پیشرفته امروزی نایاب است، اما حشرات همچنان غذایی محبوب در برخی از نواحی در حال توسعه آمریکای لاتین، آفریقا، آسیا و اقیانوسیه هستند. برخی شرکت‌های تجاری تلاش می‌کنند حشرات را وارد وعده‌های غذایی مردم غرب کنند.
پیش از آنکه انسان‌ها بتوانند ابزارهایی برای شکار یا کشاورزی تولید کنند، حشره‌خواری بخش مهمی از خوراک آن‌ها را تشکیل می‌داده است. به‌خاطر افزایش قیمت پروتئین جانوری، ناایمنی غذایی، فشارهای محیطی، افزایش جمعیت و نیاز روزافزون به پروتئین در طبقه متوسط، حشره‌خواری در قرن بیستم همچنان موضوعی مورد بحث است. در سال ۲۰۱۳ در کنفرانس بین‌المللی در مورد استفاده از جنگل‌ها برای امنیت غذایی و اغذیه، سازمان غذا و کشاورزی سازمان ملل، اعلامیه‌ای با عنوان «حشرات خوردنی - چشم‌انداز آینده برای غذا و امنیت غذایی» منتشر ساخت و در آن به تشریح نقش حشرات در ایمنی غذایی انسان پرداخت.